# Letiště Kóbe
Letiště Kóbe (japonsky 神戸空港 – Kóbe kúkó, IATA: UKB, ICAO: RJBE) je mezinárodní letiště u Kóbe, hlavního města prefektury Hjógo na ostrově Honšú v Japonsku. Leží přibližně osm kilometrů jižně od centra města na umělém ostrově v Ósackém zálivu.
Letiště je uzlovým letištěm pro Skymark Airlines.